# Xianshuigu
Xianshuigu (kinesiska: 咸水沽, 咸水沽镇) är en köping i Kina.  Den ligger i provinsen Tianjin, i den östra delen av landet, 130 km sydost om huvudstaden Peking. Antalet invånare vid folkräkningen 2020 var 197 141.